# HMS Stork (1936)
HMS Stork (Корабль Его Величества «Сток») — британский шлюп типа «Биттерн», принимавший участие во Второй мировой войне. Шлюп прошёл всю войну, в 1948 году был выведен в резерв, после чего в строй более не вводился, отправлен на слом в 1958 году.

## Строительство
Построен на верфи фирмы «William Denny and Brothers» в Дамбартоне, Шотландия. Строительство начато 19 июня 1935 года. Спущен на воду 21 апреля 1936 года.

## Конструкция

### Главные размерения
- Стандартное водоизмещение: 1100 дл. тонн[3].
- Полное водоизмещение: 1790 дл. тонн[4];
- Длина: 81 метр[4];
- Ширина: 11 метров[4];
- Осадка: 3,3 метра[4].

### Вооружение
Шлюп вступил в строй как гидрографическое судно, не имевшее вооружения кроме одной 47-мм салютной пушки.
В 1939 году вооружён по образцу «Биттерна»:
- 3 × 2 — 102-мм универсальные артиллерийские установки,
- счетверённый 12,7-мм пулемёт;
- 1 бомбомёт[4];
- 2 бомбосбрасывателя (15 глубинных бомб)[4].

После начала войны добавлена вторая пулемётная установка, позднее зенитное вооружение усилено двумя 20-мм пушками. В мае 1942 года установлен реактивный бомбомёт «Хеджхог». В мае 1943 года все пулемёты сняты, добавлены две 20-мм пушки. В 1945 году сняты все 20-мм пушки, вместо которых установлены три одноствольных 40-мм установки. В 1946 году демонтирована вторая артиллерийская установка главного калибра.

### Энергетическая установка
Движение корабля обеспечивали две паровых турбины, работавших на два гребных винта. Энергетическая установка развивала мощность в 3300 л. с. (2427 кВт), обеспечивая максимальную скорость хода 18,75 узла (34,73 км/ч). Пар для турбины производили два паровых котла.

### Экипаж
Экипаж шлюпа составлял 126 офицеров и матросов.

## Служба
«Сток» вступил в строй 10 сентября 1936 года как невооружённое гидрографическое судно. До января 1939 года нёс службу в водах Малайи, после чего прибыл в Девонпорт, где прошёл ремонт и получил вооружение. После начала Второй мировой войны вошёл в состав Эскортных сил Розайта. В этом качестве эскортировал конвои у восточного побережья Британии.
С апреля 1940 года шлюп принимал участие в Норвежской операции: эскортировал войсковой транспорт «Хробры», поддерживал высадку в Нарвике, 7 июня 1940 года обеспечивал прикрытие эвакуации из Харстада. Позднее вновь действовал у восточного побережья Британии. 8 сентября 1940 года «Сток» был повреждён бомбами, ушёл на ремонт, по завершении которого в мае 1941 года передан Командованию Ирландского моря. В августе 1941 года корабль вошёл в состав 36-й эскортной группы (Лондондерри) в качестве флагманского корабля Фредерика Уокера. Сопровождал конвои, связывавшие метрополию с Гибралтаром и Фритауном. Сопровождая конвой HG 76, шедший из Гибралтара, принял участие в потоплении подводной лодки U-131.
12 декабря 1941 года потопил подводную лодку U-574. 22 декабря повреждён в столкновении со шлюпом «Дептфорд». Погибли двое поднятых из воды немецких подводников с U-574. До 20 февраля 1942 года «Сток» находился в ремонте.
14 апреля 1942 года, «Сток», находившийся в охранении конвоя OG-74, совместно с корветом «Ветч» уничтожил подводную лодку U-252.
В октябре 1942 года шлюп принял участие в операции «Торч»; сопровождал конвой KMS-1. Торпедирован подводной лодкой U-77 в Средиземном море у побережья Алжира 12 ноября 1942 года, потерял носовую оконечность, однако остался на плаву. Повреждённый шлюп был отбуксирован в Гибралтар, где встал на ремонт, позднее ушёл в Фалмут, где ремонтировался до июля 1943 года. По завершении ремонта вошёл в состав 37-й эскортной группы. 30 августа 1943 года совместно с корветом «Стоункроп» восточнее Азорских островов потопил U-634.
В ноябре 1943 года передан 50-й эскортной группе Средиземноморского флота. С февраля по май 1944 года — на ремонте в Фалмуте.
В 1944 году в составе 116-й эскортной группы обеспечивал поддержку высадки в Нормандии. С ноября 1944 по январь 1945 года — в составе Эскортных сил Гибралтара, затем до коца марта проходил ремонт в Портсмуте.
В 1945 году в Портсмуте встал на переоборудование для дальнейшей службы на Дальнем Востоке, однако в связи с капитуляцией Японской империи работы были прекращены, а «Сток» был выведен в резерв. В январе 1946 года шлюп вернулся в строй в качестве флагманского корабля Эскадры защиты рыболовства. В 1948 году вновь выведен в резерв. В строй более не вводился, списан и продан на слом в 1958 году.